# Ernest Terah Hooley
Ernest Terah Hooley (Sneinton, 5 de febrero de 1859- Long Eaton, 11 de febrero de 1947) fue un financiero inglés envuelto en prácticas fraudulentas y estafas a lo largo de su turbulenta carrera. Logró la riqueza y la fama comprando compañías prometedoras y vendiéndolas al público a precios inflados, hasta que un fiscal sacó a la luz sus prácticas engañosas. Quebró en cuatro ocasiones y cumplió dos penas de prisión.
Hooley fue el desarrollador del primer parque industrial del mundo, Trafford Park, en las afueras de Mánchester.

## Primeros años
Hooley nació en Sneinton, Nottinghamshire, hijo único de Terah Hooley, un encajero, y de su esposa Elizabeth. Se unió al negocio de encaje de su padre y en 1881 se casó con Annie Maria, hija de un panadero, con quien tuvo cuatro hijas y tres hijos. Posiblemente con la ayuda de una herencia de su madre, Hooley compró Risley Hall en Derbyshire por 5000 libras en 1888, y al año siguiente se estableció como corredor de bolsa en Nottingham.

## Carrera empresarial
Hooley trasladó su negocio a Londres en 1896 y comenzó a adoptar "un estilo de vida lujoso". El aumento de su fortuna coincidió aquel año con el auge de las bicicletas, y hasta la caída del negocio en 1898 había lanzado a bolsa 26 fabricantes con un capital nominal total de 18,6 millones de libras. Para impresionar a los inversores, situaba en los consejos de dirección de sus empresas a miembros de la aristocracia.
Una de sus operaciones más rentables fue la compra de la propiedad de Trafford Park a Sir Humphrey Francis de Trafford en 1896. El plan original de Hooley era convertir el parque en una zona residencial de clase alta con 500 villas grandiosas, un hipódromo y una franja industrial en las orillas del Canal marítimo de Mánchester, pero finalmente optó por desarrollar los terrenos como un polígono industrial, el primero en el mundo y todavía el más grande de Europa.
En 1895, compró Papworth Hall en Cambridgeshire. Fue nombrado Alto Comisionado de Cambridgeshire y Huntingdonshire en 1897.
En 1896, compró la propiedad de Anmer Hall situada en Norfolk (con una extensión de 810 hectáreas) por 25.000 libras, que vendió al Príncipe de Gales a precio de costo. El Príncipe de Gales, que ya poseía unos terrenos colindantes, había intentado adquirir sin éxito la propiedad, por lo que recurrió a Hooley como intermediario para que este la comprara. Se ha sugerido que el príncipe estaba interesado en evitar la posibilidad de que el promotor comercial de Hooley, Alexander Meyrick Broadley, a quien había forzado anteriormente a salir de la sociedad, se convirtiera en un huésped constante y en un vecino incómodo. Cuando Hooley fue procesado posteriormente por sus estafas financieras, Sir Robert Wright, juez de la Corte del Consejo de la Reina, denunció a Broadley como el auténtico maquinador de los manejos de Hooley.
En 1897, Hooley fue seleccionado por el Partido Conservador como su candidato para disputar la circunscripción parlamentaria de Ilkeston, Derbyshire, en las elecciones generales. Sin embargo, su bancarrota del año siguiente lo hizo inelegible.
La quiebra de Hooley, declarada en junio de 1899, también fue un asunto fraudulento. Había hecho los arreglos necesarios para que amigos de confianza compraran sus fincas de Risley y Papworth Hall, y luego transfirió la propiedad de ambas a su esposa. De esta manera, protegió a su familia de los acreedores frustrados. Persuadió al Tribunal de Bancarrota de que debería seguir negociando para pagar a sus acreedores, siempre que mantuviera las cuentas adecuadas, por lo que continuó disfrutando de una vida de lujo. La prensa lo llamó "The Splendid Bankrupt" (La Espléndida Bancarrota). Hooley continuó con sus engañosas actividades comerciales, aunque a menor escala. Fue declarado en bancarrota nuevamente en 1911, 1921 y 1939, y encarcelado por fraude en 1912 y 1922.
Hooley estimó que durante su carrera habían pasado más de 100 millones de libras por sus manos, de lo que no se arrepintió: "Mi espíritu permanece inquebrantable... Consciente de que si hubiera hecho una cierta cantidad de daño a mis semejantes, fue el precio a pagar por una cantidad considerable de cosas buenas... Aparentemente, todos los ingleses en la Riviera almorzaron y comieron a mis expensas, y algunos incluso vinieron a desayunar".
A pesar de sus delitos, también tenía admiradores. El fiscal Sir Richard Muir, lo consideró la personalidad más atractiva que encontró en su carrera profesional, escribiendo en sus memorias: "Podría haber sido el mejor Canciller del Tesoro que este país haya conocido jamás... ... 'The Splendid Bankrupt' ciertamente supuso un trato maravilloso para él".
Sin embargo, el legado de Hooley fue una serie de empresas y negocios en ruinas, que luchaban contra la sobrecapitalización y el valor reducido de las acciones, con las consiguientes pérdidas para sus inversores.

## Empresas sacadas a bolsa por Hooley
A continuación se incluye una lista de las empresas sacadas a bolsa por Hooley y las ganancias brutas de cada lanzamiento:
- Neumáticos Dunlop
- Schweppes
- Bovril
- Trent Cycle
- Cycle Manufacturers' Tube
- Swift Cycle
- Dunlop Pneumatic (Francia)
- Clement-Gladiator y Humber
- Lápices Blaisdell
- Inmuebles Dee
- Promoción de Trafford Park
- Bicicletas Raleigh
- Bicicletas Singer
- Humber (América)
- Humber (Rusia)
- Humber (Portugal)

£5.000.000
£1.250.000
£2.500.000
£100.000
£250.000
£375.000
£650.000
£900.000
£100.000
desconocido
desconocido
£200.000
£800.000
£200.000
£  75.000
£100.000
(Información procedente de la declaración preparada por el Receptor Oficial del patrimonio de Hooley.)
En 1911, se encontraba en serias dificultades legales y financieras. Pasó un mes en la prisión de Brixton Gaol por desacato y en el mismo año fue sentenciado a doce meses por obtener dinero con pretextos fraudulentos como parte de un acuerdo de tierras. Al año siguiente, fue juzgado por su segunda bancarrota. Volvió a ingresar en el negocio como agente inmobiliario, pero en 1921 quebró de nuevo, y en 1922 fue condenado por fraude y sentenciado a tres años de prisión. Tras su liberación, Hooley regresó al negocio de la venta de propiedades, y continuó trabajando hasta los ochenta años. Quebró por cuarta vez en 1939.
Hooley murió en Long Eaton, Derbyshire, a la edad de 88 años.